# Carex miyabei
Carex miyabei är en halvgräsart som beskrevs av Adrien René Franchet. Carex miyabei ingår i släktet starrar, och familjen halvgräs.

## Underarter
Arten delas in i följande underarter:
- C. m. maopengensis
- C. m. miyabei